# Karmrakar
Karmrakar ou Karmraqar (en arménien Կարմրաքար) est une communauté rurale du marz de Shirak en Arménie. En 2008, elle compte 51 habitants.